# Camino Palmero
Camino Palmero är debutalbumet från amerikanska alternativ rock-bandet The Calling. Det utgavs 10 juli 2001 av RCA Records. Albumet innehåller bland annat deras succésingel "Wherever You Will Go". Titeln på albumet kommer från den Los Angeles-gata där bandmedlemmarna Alex Band och Aaron Kamin träffades första gången..

## Låtlista
Alla låtar är skriva av Alex Band och Aaron Kamin om inget annat är noterat
1. "Unstoppable" – 3:58
2. "Nothing's Changed" – 4:44
3. "Wherever You Will Go" – 3:29
4. "Could It Be Any Harder" – 4:41
5. "Final Answer" – 4:34
6. "Adrienne" – 4:31
7. "We're Forgiven" – 4:31
8. "Things Don't Always Turn Out That Way" – 4:11
9. "Just That Good" – 3:55
10. "Thank You" – 2:58
11. "Stigmatized" (Band, Eric Bazilian and Kamin) – 4:30

### Bonusspår i Australien och Storbritannien
1. Wherever You Will Go (Live) – 3:18

### Bonusspår i Japan
1. Lost - 3:48